# Enciso (La Rioja)
Enciso es un municipio de la comunidad autónoma de La Rioja (España), situado en una zona montañosa del Sistema Ibérico y cercano al límite con Soria. Está atravesado por el río Cidacos.
En el municipio existen más de 3000 icnitas de dinosaurio. Cuenta con un centro paleontológico que ayuda a conocer como se formaron las icnitas de dinosaurio en La Rioja y a que especies pertenecían.

## Historia
En el falso voto de Fernán González se nombra a Enciso en la siguiente frase: "Omnes villæ de ambobus cameris, Orticosa, Enciso."
En el siglo XIII, los castillos de Préjano y Enciso pertenecían a la Orden de Calatrava, de quien los tenía por su vida Don Vela Ladrón de Guevara, y en agradecimiento a este favor y en remisión de sus pecados, dio a la orden todo cuanto poseía en Écija; por Enciso y Préjano vuestros castillos que me dades, que tenga de vos en tenencia en toda mi vida.
En el siglo XVI Enciso tenía  junto con sus aldeas 375 vecinos y 1804 almas y a comienzos del siglo XIX poseía  453 vecinos y 1992 almas por lo que apenas varió su población durante todo este periodo. Tal y como se menciona en el libro de Ángel Casimiro de Govantes publicado en 1849 y  titulado Diccionario geográfico-histórico de La Rioja, en el siglo XIX tenía dos parroquias, siete filiales, un hospital y dos puentes sobre el río Cidacos que la baña por el sur. En el Diccionario geográfico-estadístico de España y sus posesiones de ultramar del año 1850 se dice que Enciso tenía entonces 170 casas y dos solares, una escuela con 70 alumnos y un pequeño hospital, así como se cultivaban cereales, legumbres hortalizas y árboles frutales así como ganado lanar y cabrio.

### Icnitas

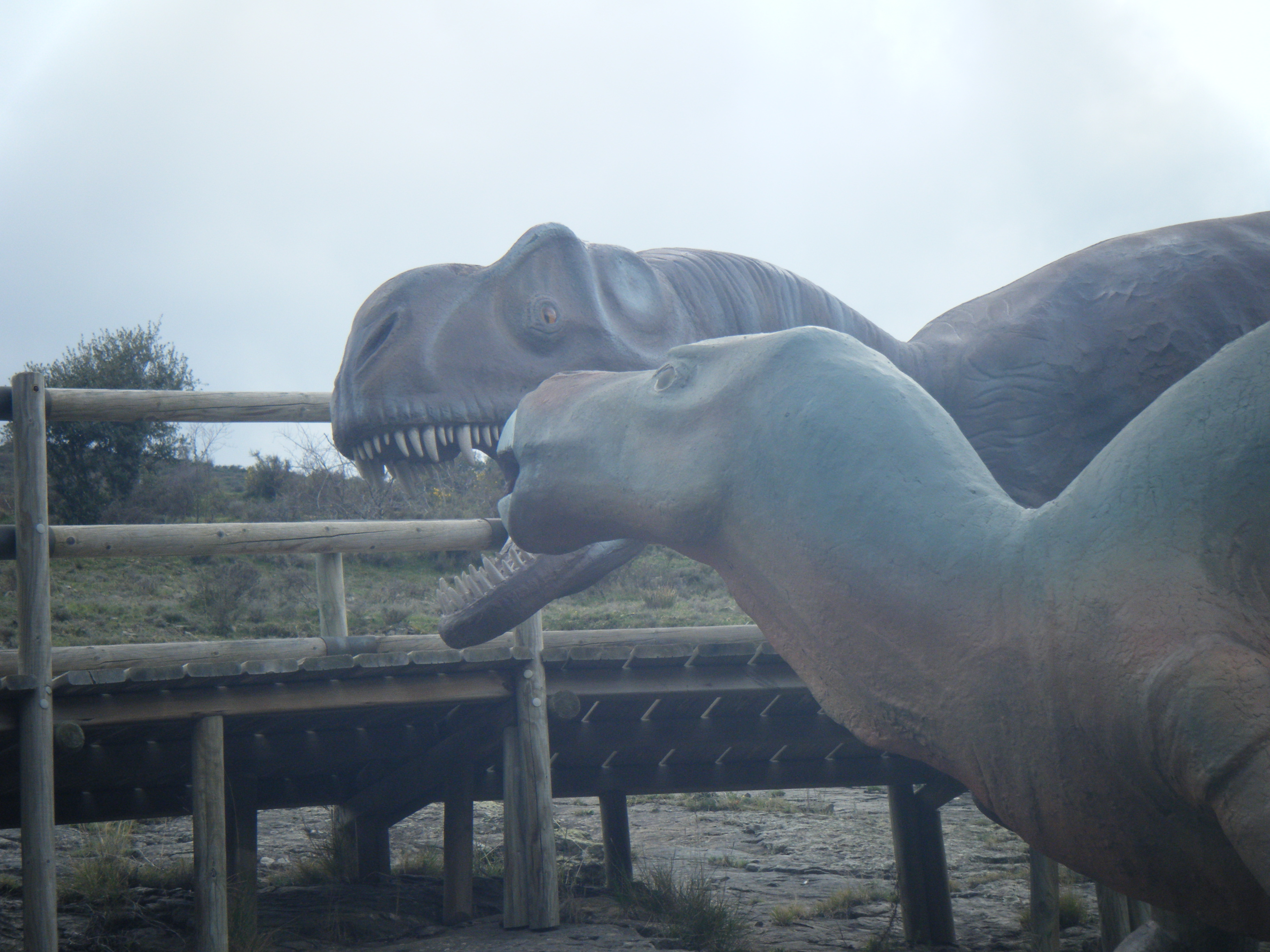
Réplicas de dinosaurio en el "Barranco perdido" (Yacimiento de la Virgen del Campo) en Enciso.

Durante el periodo Cretácico inferior formó parte de una llanura encharcada que se desecaba periódicamente, dejando atrás zonas fangosas en las que las huellas de dinosaurios quedaban marcadas a su paso. Con el tiempo éstas se secaban y cubrían con nuevos sedimentos cuyo peso prensaba las capas inferiores, haciéndolas solidificar en rocas con el paso de millones de años. La erosión ha ido desgastando las capas superiores haciendo visibles muchas de estas formaciones rocosas, permitiendo observar las icnitas.
En el municipio se encuentran varios yacimientos:
1. La Virgen del Campo: se sitúa en la margen derecha del río a pocos metros del puente y es de fácil acceso. En él se observan unas 500 huellas de dinosaurios carnívoros y herbívoros caminando a dos patas, además de otros elementos peculiares fácilmente visibles que lo hacen uno de los más completos y valiosos. Estuvo a orillas de una laguna. El agua arrastró la arena del fondo hacia la orilla, formando rizaduras de corriente. En ellas vivieron bivalvos e invertebrados como gusanos que se arrastraban por el fondo. Después del paso de algunos dinosaurios subió el nivel, apreciándose uñadas de animales que no hacían pie y que arañaban el fondo. También hay estrías que habrían sido dejadas por el arrastre de ramas. Hubo un terremoto que rompió el terreno provocando que el barro que lo rodeaba se deslizase entre las roturas. El agua que llegaba a la laguna era turbia, llevando arena y arcilla que precipitaba sobre el fango y formaban nuevas capas, sobre las que siguieron pasando dinosaurios que dejaban marcadas las huellas sobre la capa superior y como un calco en la capa inferior aún blanda, viéndose huellas bien formadas que son las reales y otras más redondeadas que son calcos de las anteriores.[4]
2. La Senoba: contiene 130 huellas, agrupadas la mayoría en rastros, diez de los cuales eran de carnívoros.[5]

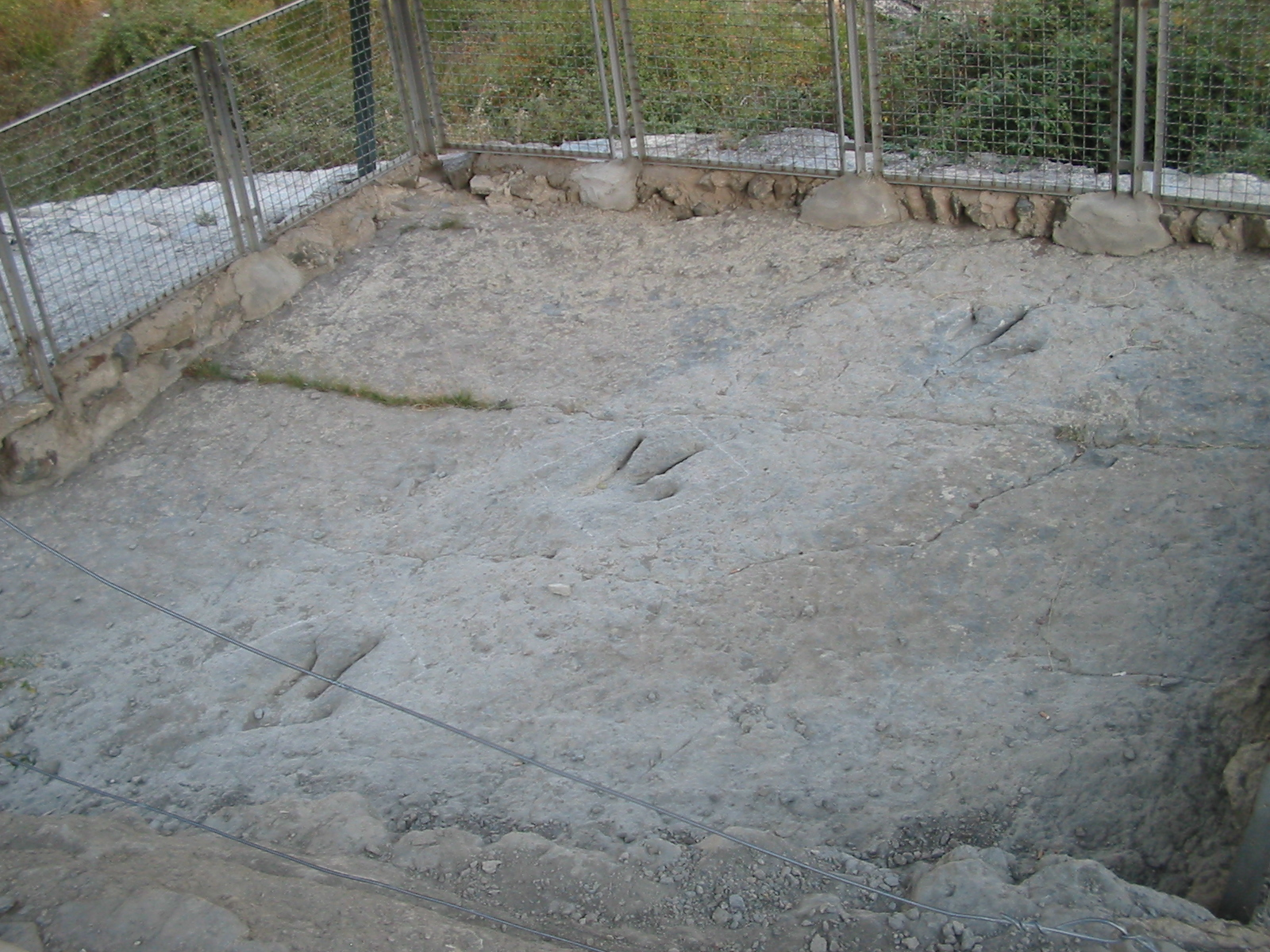
Icnitas del yacimiento de Valdecevillo.

1. Valdecevillo: se encuentra junto a la carretera que va de Enciso a El Villar. Aparecen 168 huellas. En la parte baja se encuentra un rastro de cuatro huellas de carnívoro, con dedos largos, delgados y uñas afiladas. Un poco más arriba se observan tres restos de herbívoros (Iguanodones) que caminaban juntos sobre sus patas traseras, pudiendo ser el rastro central una cría que caminaba junto a sus padres. Junto a estas aparece un rastro de herbívoro cruzado por otro de carnívoro, pero no coincidieron en el tiempo. Más arriba hay marcas de un dinosaurio herbívoro que caminaba a cuatro patas, apreciándose las patas delanteras con huellas pequeñas, seguidas de las patas traseras más grandes (Braquiosaurio). En la parte más alta se acumulan huellas de carnívoros y herbívoros en lo que podría ser una zona de paso.[6]
2. El Villar-Poyales: se encuentra entre El Villar y Navalsaz y tiene dos afloramientos. El primero denominado Icnitas 3 tiene cuatro rastros bien conservados de carnívoros en los que se ven las marcas de las almohadillas de los dedos y las uñas. Uno de estos rastros formado por cinco pequeñas huellas podrían ser las más pequeñas de un carnívoro en La Rioja. El espécimen que las habría dejado mediría menos de 75 cm. El segundo denominado Icnitas 4 tiene un rastro de 20 huellas de un carnívoro semi-plantígrado de tres dedos con membranas entre ellos y espolón, con la peculiaridad de que son las primeras icnitas de este tipo encontradas en el mundo, por lo que se las bautizó como Theroplantigrada encisensis. Más arriba hay otro rastro de un dinosaurio que se adentró en el agua, estando las primeras pisadas bien marcadas, en las siguientes perdía pie dejando solo la marca de los dedos y finalmente se ven dos señales de arrastre de las uñas por el suelo y el barro acumulado detrás. A la izquierda del yacimiento hay fosilizadas grietas de desecación del barro.[7]
3. Navalsaz: se encuentra junto a Navalsaz. Se aprecian 138 huellas, la mayoría son rastros de herbívoros que andaban a dos patas. Las huellas tienen gran tamaño, con una media de 63 cm. La mayor mide 75 cm, convirtiéndola en la más grande de un herbívoro encontrada en La Rioja. El animal que la dejó tendría una altura de pata de unos 4,25 m.[8]
4. La Cuesta de Andorra: el yacimiento tiene un rastro de unos 30 m de longitud con 21 grandes huellas de un herbívoro, probablemente un Iguanodon. Caminaba zambo, con la punta del pie hacia dentro. Se desplazaría entre 2 y 4,5 km/h con pequeños resbalones y la altura de la pata sería de 2,3 m.[9]

## Bienes de Interés Cultural

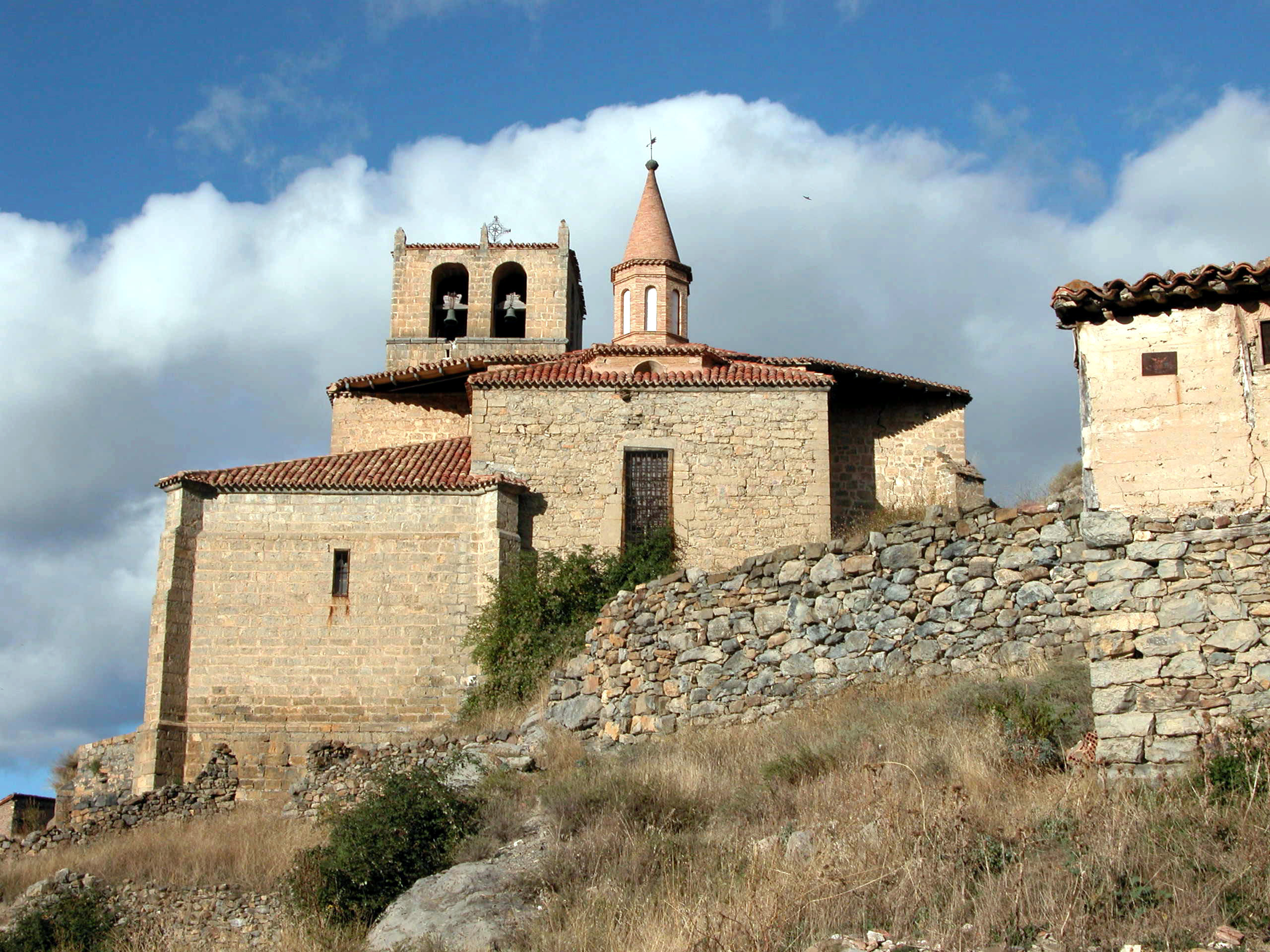
Iglesia de Santa María de la Estrella.

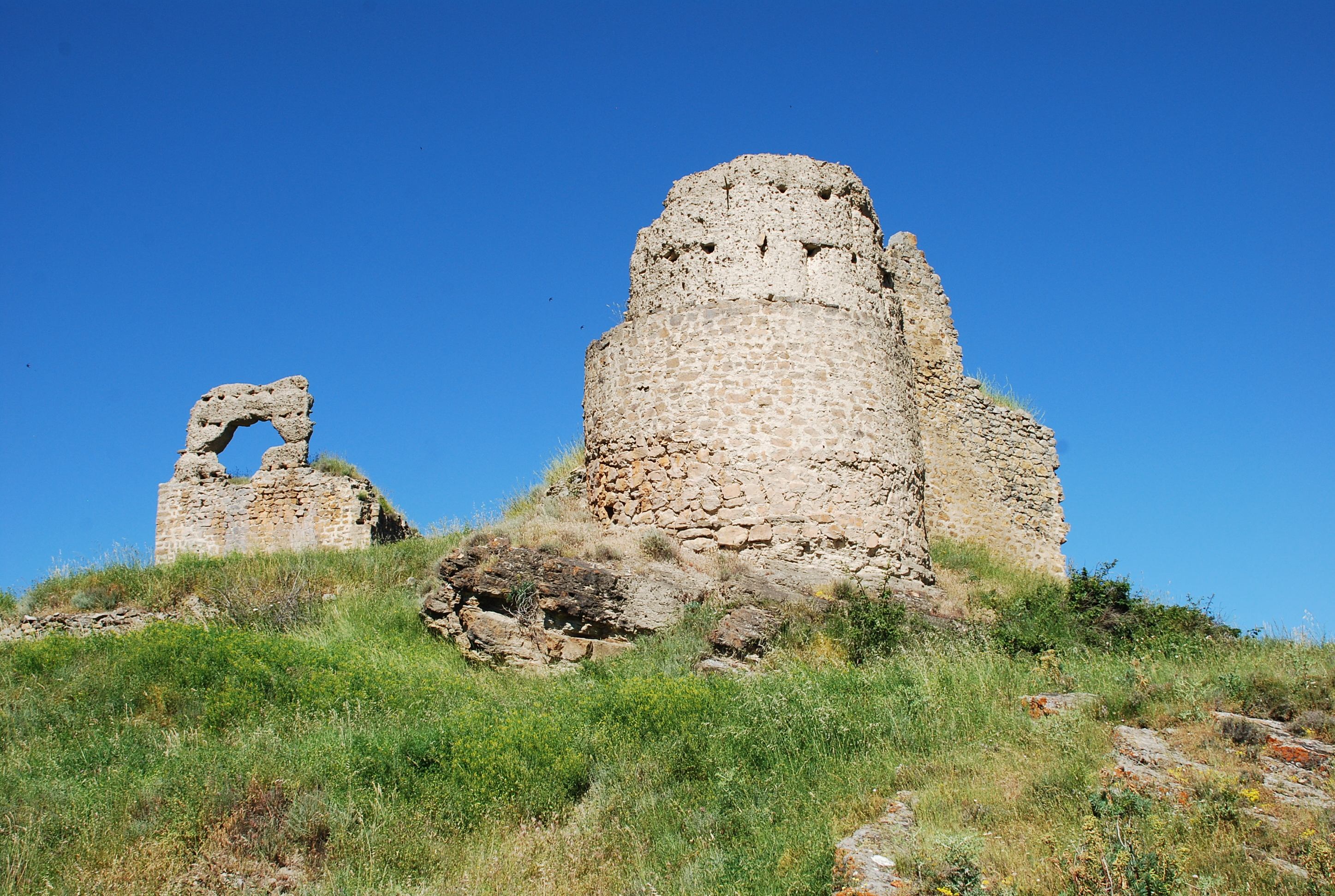
Castillo de Enciso.

### Monumentos

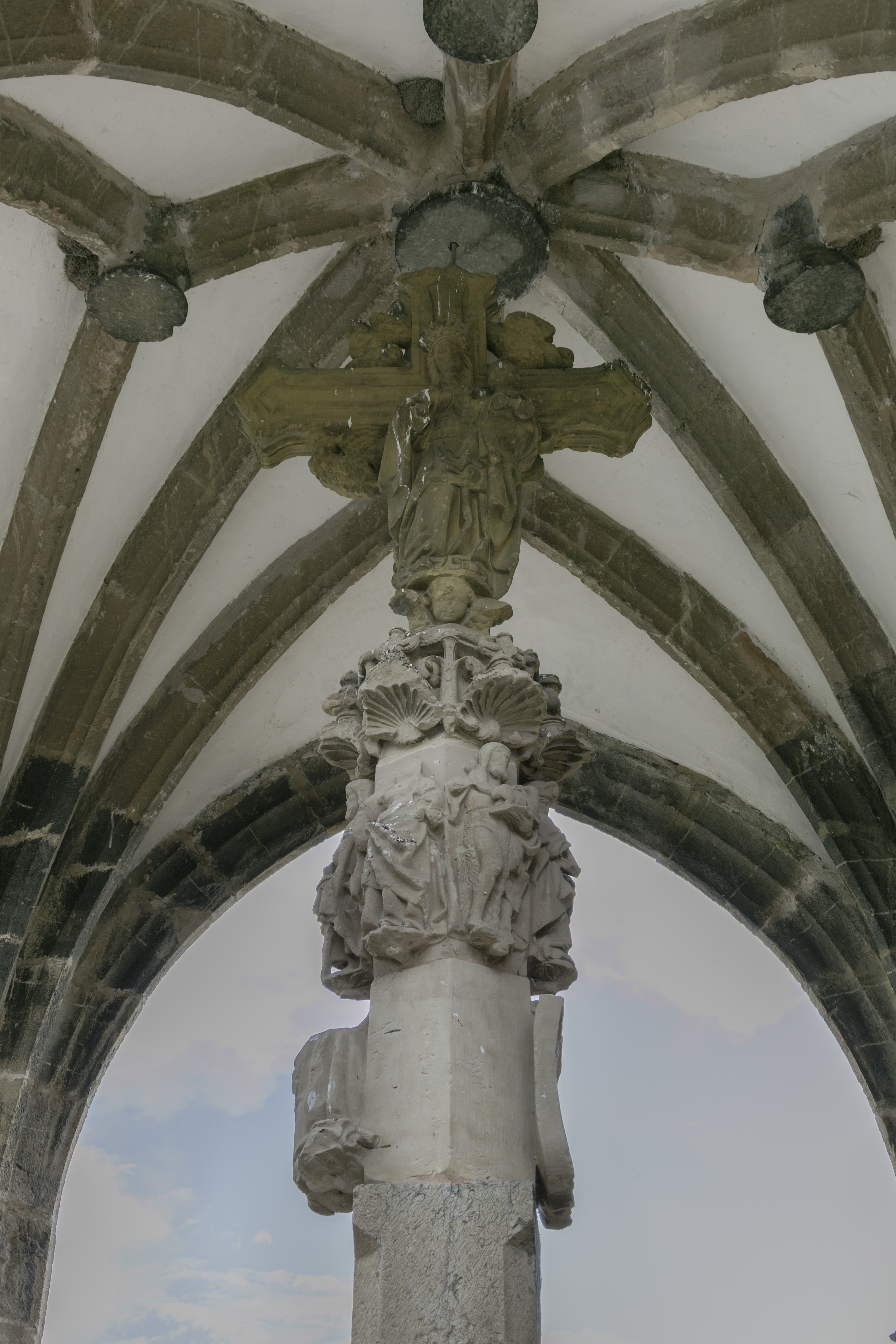
Crucero de la Concepción.

- Iglesia de Santa María de la Estrella: Declarada el 24 de octubre de 1974.
- Iglesia de San Pedro Apóstol: Declarada el 24 de octubre de 1974.
- Castillo de Enciso: Declaración genérica.
- Crucero de la Concepción: Declaración genérica.
- Horca de Enciso: Declaración genérica.

### Sitios Históricos
- Yacimiento Barranco de la Sierra del Palo: Declarado el 23 de junio de 2000.
- Yacimiento de Enciso: Declarado el 23 de junio de 2000.
- Yacimiento de Las Losas: Declarado el 23 de junio de 2000.

## Geografía humana

### Demografía
Cuenta con una población de 170 habitantes (INE 2024).
| Gráfica de evolución demográfica de Enciso entre 1842 y 2021 |
| |
| Población de derecho según los censos de población del INE Población de hecho según los censos de población del INEEntre el censo de 1981 y el anterior, crece el término del municipio porque incorpora a 26116 (Poyales) |

Desde el siglo XVI hasta mediados del siglo XIX, Enciso fue una localidad muy próspera y demográficamente creciente debido al auge de su industria textil. Esta llegó a su culmen a principios del siglo XVIII con la existencia de hasta 6 fábricas y 29 telares. Pero esto cambió a mediados del siglo XIX, cuando la competencia de las modernizadas industrias textiles de Cataluña acabó con la industria textil local, con maquinaria muy anticuada y muy lejos de las principales vías ferroviarias. Por ello desde 1870 se fueron cerrando progresivamente dichas fábricas y con ellas fue emigrando la población hacia nuevos centros industriales.
A estos hechos hay que sumar la pobre economía de subsistencia (no poseían las grandes cabañas ganaderas como podían ser las del Alto Najerilla) de las aldeas más altas de Enciso, que fueron perdiendo población desde principios de siglo XX, hasta abandonarse en los años 60.
Y finalmente el éxodo rural de los años 60 y 70 acabó de dar la puntilla a esta localidad, que perdió tres cuartas partes de su población en 20 años. Desde entonces ha conseguido mantener su población cerca de los 200 habitantes gracias a la ganadería, algunas empresas locales y el turismo.
Aunque es un lugar de veraneo, y por ello su población se incrementa bastante en el periodo estival.

### Demografía reciente del núcleo principal
Enciso (La Rioja) (localidad) contaba a 1 de enero de 2010 con una población de 134 habitantes, 72 hombres y 62 mujeres.
| Gráfica de evolución demográfica de Enciso (La Rioja) (localidad) entre 2000 y 2015              |
|                                                                                                  |
| Población de derecho (2000-2015) según los censos de población del INE a 1 de enero de cada año. |

### Población por núcleos
| Núcleos              | Habitantes (2000) | Habitantes (2010) | Habitantes (2015) | Notas                                        |
| -------------------- | ----------------- | ----------------- | ----------------- | -------------------------------------------- |
| Enciso (La Rioja)    | 152               | 134               | 143               |                                              |
| El Villar            | 4                 | 5                 | 4                 |                                              |
| Garranzo             | 0                 | 0                 | 0                 | Despoblado                                   |
| La Escurquilla       | 0                 | 0                 | 0                 | Despoblado                                   |
| Las Ruedas de Enciso | 8                 | 10                | 0                 | Desalojado e inundado por la presa de Enciso |
| Navalsaz             | 3                 | 3                 | 4                 |                                              |
| Poyales              | 2                 | 10                | 15                |                                              |
| Valdevigas           | 0                 | 0                 | 0                 | Despoblado                                   |

## Localidades de este municipio
- Enciso
- Garranzo
- La Escurquilla
- Navalsaz
- Poyales
- Las Ruedas de Enciso
- Valdevigas
- El Villar

## Administración

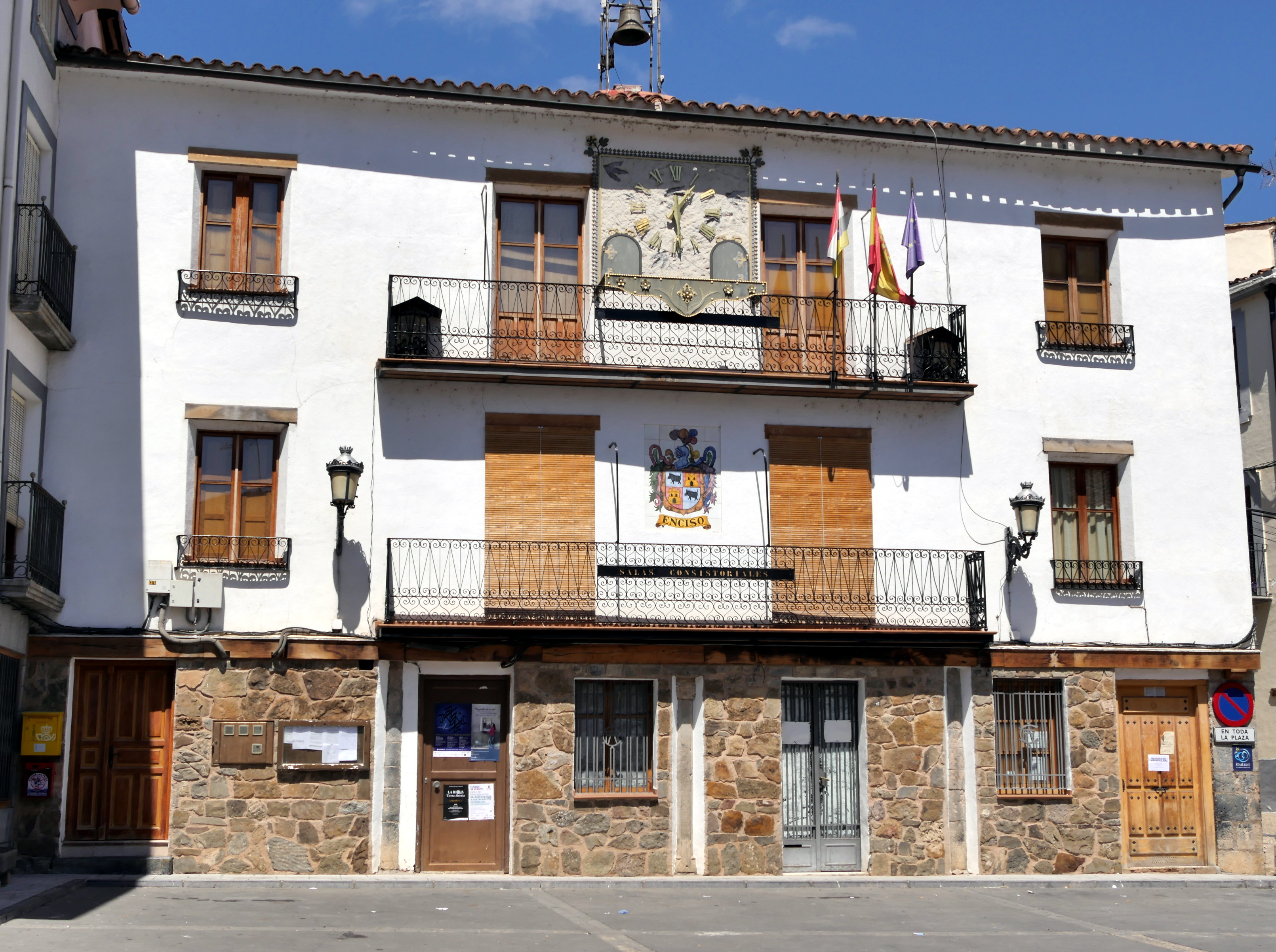
Ayuntamiento de Enciso en la plaza Mayor

| Periodo   | Nombre                     | Partido        |
| --------- | -------------------------- | -------------- |
| 1979-1983 | Jesús Marín Rueda          | UCD            |
| 1983-1987 | Antonio Lafuente Fernández | Independientes |
| 1987-1991 | Antonio Lafuente Fernández | Independientes |
| 1991-1995 | Alejandro Alonso Pérez     | Independientes |
| 1995-1999 | Alejandro Alonso Pérez     | PP             |
| 1999-2003 | Rafael Lafuente Fernández  | PP             |
| 2003-2007 | Rafael Lafuente Fernández  | PP             |
| 2007-2011 | Rafael Lafuente Fernández  | PP             |
| 2011-2015 | Rafael Lafuente Fernández  | PP             |
| 2015-2019 | Ricardo Ochoa Martínez     | PP             |
| 2019-2023 | Ricardo Ochoa Martínez     | PP             |

## Economía
La importancia que la industria textil tuvo en los siglos XVII y XVIII en Enciso y en Munilla queda reflejada, en las ruinas de los batanes, lavaderos de lanas y centros textiles, hoy en ruinas o reconvertidos para otros usos que existen en todo el cauce del río Cidacos. A día de hoy todavía podemos encontrar en Enciso una de estas industrias artesano-textiles, Hilados y Tejidos "Marín-Lacoste S.L.", en las que se siguen elaborando las tradicionales mantas de cuadros blancos y pardos, también conocidas como mantas de pastor. Actualmente, el pueblo que no cuenta con recursos agrícolas ni ganaderos, ha experimentado un enorme interés, debido a los hallazgos de numerosas huellas de dinosaurios hace más de 120 años, por lo que se ha convertido en un centro de atracción turística, construyéndose casas rurales y diferentes alojamientos, así como el parque multiaventura El barranco perdido.

### Evolución de la deuda viva
El concepto de deuda viva contempla sólo las deudas con cajas y bancos relativas a créditos financieros, valores de renta fija y préstamos o créditos transferidos a terceros, excluyéndose, por tanto, la deuda comercial.
| Gráfica de evolución de la deuda viva del ayuntamiento entre 2008 y 2014                             |
| |
| Deuda viva del ayuntamiento en miles de Euros según datos del Ministerio de Hacienda y Ad. Públicas. |

La deuda viva municipal por habitante en 2014 ascendía a 0 €.